# Hartmann van Habsburg
Hartmann van Habsburg (Rheinfelden, circa 1263 - tussen Breisach en Straatsburg, 20 december 1281) was een prins en graaf van Habsburg.

## Levensloop
Hartmann was een zoon van Rooms-Duits koning Rudolf I van Habsburg en Gertrude van Hohenberg. Hij was de lievelingszoon van zijn vader.
Omdat hij veel politiek talent had, stond Hartmann zijn vader al snel bij in de regeringsaangelegenheden. Rudolf I plande zelfs om de Rooms-Duitse koningstitel aan Hartmann over te dragen en niet aan zijn oudste zoon Albrecht I. Door zijn vader werd Hartmann verloofd met Johanna, dochter van koning Eduard I van Engeland.
Toen hij naar zijn vader reisde, kantelde zijn schip om en verdronk de net 18-jarige Hartmann samen met 13 andere edelen in de Rijn tussen Breisach en Straatsburg. Hij werd bijgezet in de Munster van Bazel. In 1770 werden zijn lichamelijke resten overgebracht naar de Dom van St. Blasien en na het sluiten van het klooster werden ze in de 19e eeuw overgebracht naar het Sint-Paulklooster van Lavanttal.
Volgens Moritz Hohenbaum van der Meer werden zijn ingewanden apart bijgezet in het klooster van Rheinau, waar zijn grafmonument in 1770 door abt Januarius werd vernieuwd.